# ساموثيراكاني
ساموثيراكاني هو ممثل هندي ولد في 26 أبريل 1973.

## روابط خارجية
ساموثيراكاني على موقع IMDb (الإنجليزية)
- ساموثيراكاني على موقع ألو سيني (الفرنسية)
- ساموثيراكاني على موقع أول موفي (الإنجليزية)
- ساموثيراكاني على موقع قاعدة بيانات الفيلم (الإنجليزية)
- ساموثيراكاني على موقع كينوبويسك (الروسية)